# 勒梅山脈
勒梅山脈（英語：LeMay Range）是南極洲的山脈，位於亞歷山大一世島中部，全長70公里，最高點海拔高度2,000米，該山脈在1935年11月23日被發現，現時受南極條約體系管理。